# Roztoka potępieńca
Roztoka potępieńca (fr.ː La Combe de l'homme mort) – opowiadanie fantastyczne Charlesa Nodier z 1833 roku.

## Okoliczności powstania utworu

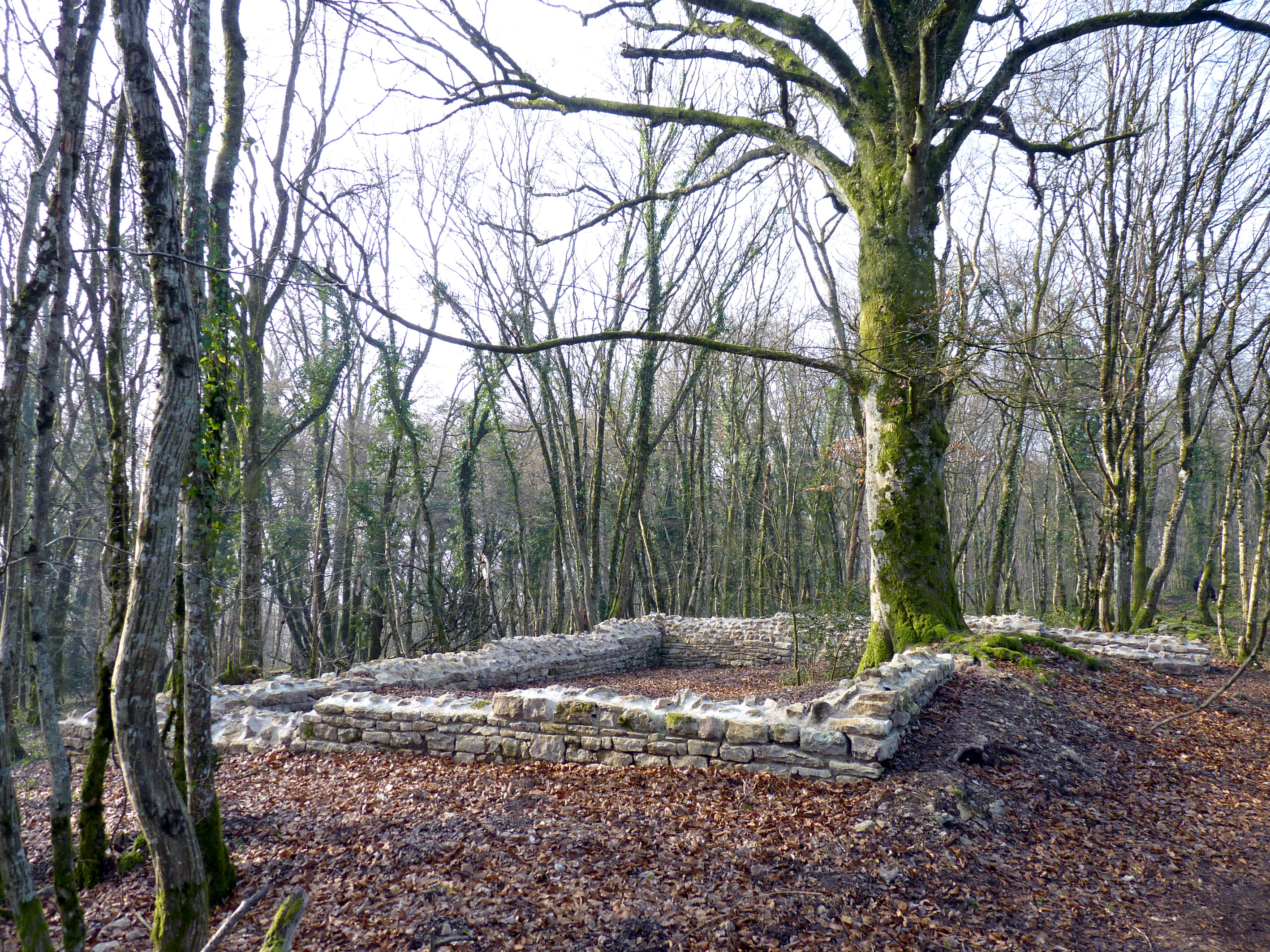
Las Chailluz

Historia opowiedziana przez Nodiera pochodzi z legend Franche-Comté i jest związana z doliną w Lesie Chailluz, znajdującą się w pobliżu Besançon, zwaną Doliną Eremity lub Doliną Potępieńca. Legenda związana ze znajdującą się  w tej dolinie grotą opowiada o eremicie zamordowanym z żądzy zysku przez młodego człowieka o imieniu Colbus, który zaprzedał swą duszę diabłu i żył przez wiele lat w dostatku, do czasu, gdy powróciwszy w dolinę odebrał zapłatę za swą zbrodnię. 
Utwór ukazał się w zbiorze Le Salmigondis w 1833 roku.

## Treść
Jest rok 1651. Przy trakcie z Bergerac do Perigueux w dolinie zwanej Doliną Pustelnika stoi kuźnia Touissanta Oudarda. 1 listopada, w dzień urodzin gospodarza trafiają do jego chaty dwaj goście. Mistrz Pankracy Choquet, duchowny ewangelicki, rektor akademii w Heidelbergu, który straciwszy konia błąkał się po lesie i Colas Papelin, niewysoki, kudłaty człeczyna, który podaje się za parobka pracującego przed laty w tej kuźni, choć gospodyni jest przekonana, że go nigdy dotąd nie widziała. Mistrz Pankracy wyraźnie próbuje ukryć swą tożsamość, jest też wstrząśnięty informacją, że znalazł się w Dolinie Pustelnika. Papelin nie pozwala mu jednak odejść i prosi gospodynię o wyjaśnienie przybyszowi nazwy doliny.

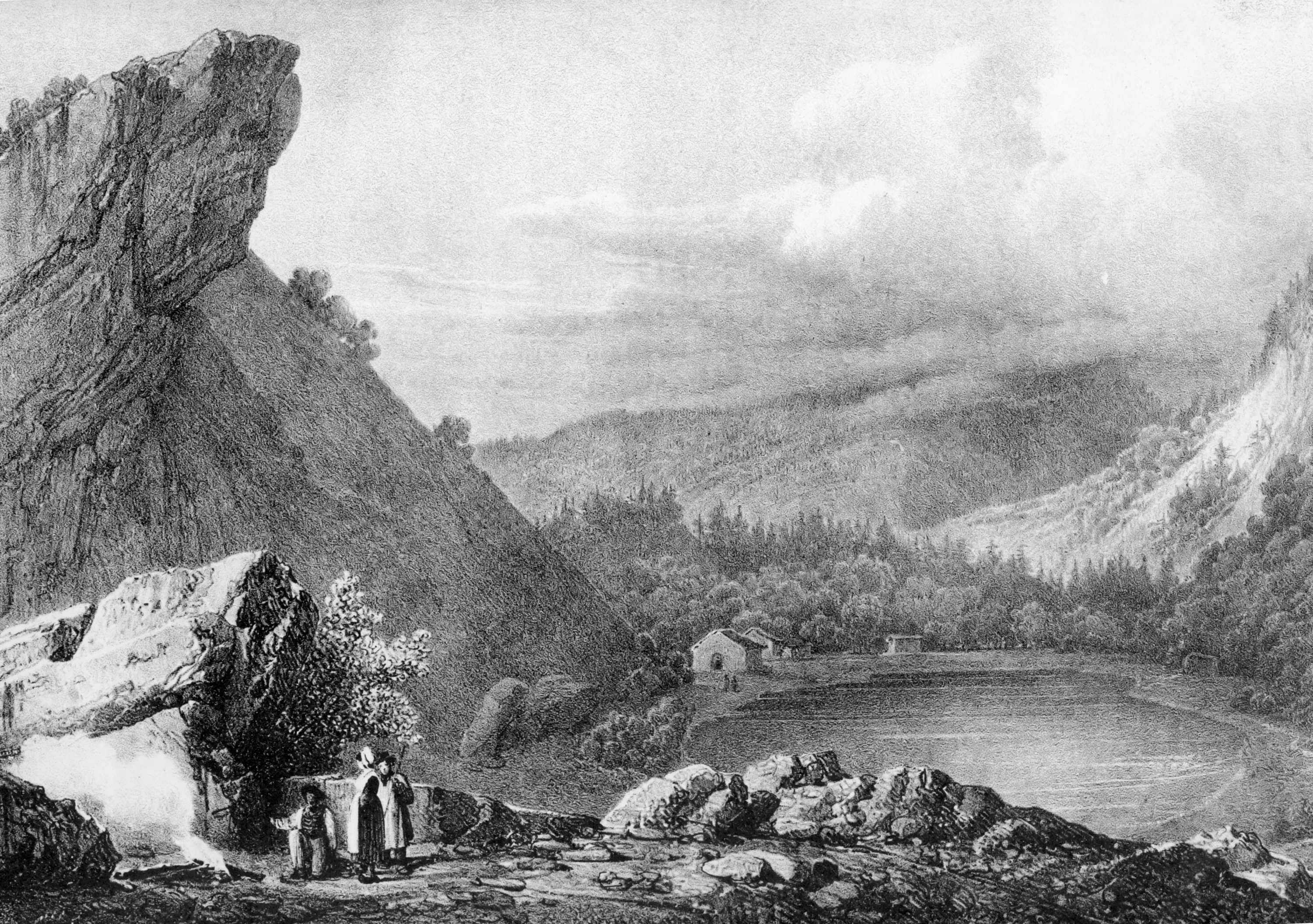
Pejzaż romantyczny. Ilustracja książki Taylora i Nodiera Voyages pittoresques et romantiques dans l'ancienne France

Gospodyni wyjaśnia, że przed stu laty przybył do doliny bogobojny człowiek o imieniu Odylon, który założył w niej pustelnię, a swojego majątku użył na zaoranie ugorów, wzniesienie kuźni, przytułku, parafii i klasztoru oraz ogólną poprawę losu mieszkańców. Trzydzieści lat temu zjawił się w dolinie młody pokutnik, który ofiarował się usługiwać pustelnikowi. Którejś nocy jej mąż tknięty złymi przeczuciami udał się do pustelni i zastał pustelnika konającego. Morderca udał się do groty w poszukiwaniu spodziewanych skarbów, a krata strzegąca wejścia zatrzasnęła się za nim. Kiedy jednak ją otwarto nie znaleziono wewnątrz nikogo tylko zwitek pergaminu, który o trzydzieści lat odraczał karę. Mordercy nigdy nie znaleziono, w ręku pustelnika pozostała jedynie garść jego włosów. Rozbawiony Papelin strąca mistrzowi Pankracemu z głowy kapelusz i zebranym ukazuje się gładka pozbawiona włosów blizna na głowie uczonego. Rozeźlony porywa nakrycie głowy i wychodzi z chaty, a Papelin pospiesza za nim. Nazajutrz Touissant Oudard idąc na mszę do klasztoru natyka się na zmasakrowane zwłoki i kapelusz z piórem. Odtąd dolinę zaczęto nazywać Roztoką Potępieńca.